# Hunted Down
Pour les articles homonymes, voir Hunted.
Singles de Soundgarden
Flower
(1989)
Hunted Down est une chanson du groupe grunge Soundgarden. C'est la première piste du premier disque du groupe, l'EP Screaming Life. La chanson sortit en single en juin 1987. Le disque fut pressé sur vinyle bleu en édition limitée avec seulement 500 copies, et est devenu une pièce de collection de Soundgarden. 